# Niklas Lang (Fußballspieler, 2004)
Niklas Lang (* 14. Februar 2004) ist ein österreichischer Fußballspieler. Seit 2019 spielt er in der österreichischen Jugendnationalmannschaft, seit 2022 für SK Rapid Wien.

## Karriere

### Verein
Lang begann seine Karriere beim ASV Pöttsching. Im September 2010 wechselte er zum SV Sigleß. Zur Saison 2013/14 kehrte er nach Pöttsching zurück. Zur Saison 2015/16 wechselte er ein zweites Mal nach Sigleß. Zur Saison 2016/17 wechselte er in die Jugend der SV Mattersburg. Zur Saison 2018/19 kam er in die AKA Burgenland, in der er bis 2022 sämtliche Altersstufen durchlief.
In der Saison 2021/22 spielte Lang zudem auch fünfmal in der sechstklassigen 1. Klasse für seinen Stammklub Pöttsching. Zur Saison 2022/23 wechselte der Angreifer zum SK Rapid Wien, bei dem er einen bis Juni 2024 laufenden Vertrag erhielt. Bei Rapid wurde er für die Reserve eingeplant. Sein Debüt in der 2. Liga gab er im August 2022, als er am vierten Spieltag jener Saison gegen den SKU Amstetten in der 69. Minute für Tobias Hedl eingewechselt wurde. Bis Saisonende kam er zu 23 Einsätzen in der 2. Liga, aus der er mit Rapid II aber zu Saisonende abstieg.
In der Saison 2023/24 absolvierte er dann bis zur Winterpause elf Partien in der Regionalliga Ost. Im Februar 2024 wechselte er innerhalb der Liga zum ASV Draßburg. Für die Burgenländer machte er bis Saisonende 14 Partien, in denen er sechsmal traf. Mit Draßburg stieg er aber als Tabellenletzter aus der Ostliga ab.

### Nationalmannschaft
Lang spielte im April 2019 erstmals für eine österreichische Jugendnationalmannschaft. Im November 2021 debütierte er gegen Tschechien im U-18-Team. Im September 2022 gab er gegen Litauen sein Debüt für die U-19-Auswahl.